# Font de la Torre (Granera)

La Font de la Torre, respecte del terme de Granera

La Font de la Torre és una font del terme municipal de Granera, a la comarca del Moianès.
Està situada a 749 metres d'altitud, en el centre del terme. És a llevant del Barri del Castell i al sud-oest del Barri de Baix. La Font del Prat és a prop i al sud-est, a l'altre costat de la carretera.